# Erin Fairs
Erin Nicole Fairs (Houston, 14 agosto 1994) è una pallavolista statunitense, schiacciatrice dell'Athletes Unlimited.

## Carriera

### Club
La carriera di Erin Fairs inizia nei tornei scolastici texani, giocando per quattro annate con la Foster HS. In seguito gioca a livello universitario, prendendo parte alla NCAA Division I dal 2012 al 2014 con la South Florida e nel 2015 con la Louisville.
Appena conclusa la carriera universitaria, nel gennaio 2016 firma il suo primo contratto professionistico in Svezia, disputando la seconda parte dell'Elitserien 2015-16 con l'Engelholms, aggiudicandosi lo scudetto. Nel campionato 2016-17 inizia l'annata in Turchia, dove gioca col Maltepe di Istanbul nella Voleybol 1. Ligi, club che lascia nel gennaio 2017 per giocare a Porto Rico la Liga de Voleibol Superior Femenino 2017 con le neonate Polluelas de Aibonito. Nel campionato seguente approda in Romania, dove difende i colori del Târgoviște, in Divizia A1.
Nella stagione 2018-19 approda nella Serie A2 italiana, ingaggiata dall'Adolfo Consolini; nel marzo 2019 subisce la rottura del legamento crociato del ginocchio sinistro, che la obbliga ad un lungo stop. Rientra in campo nel gennaio 2020, firmando in Grecia per l'Arīs Salonicco, con cui partecipa alla seconda parte della Volley League 2019-20.
Nel 2021 torna a giocare in patria, partecipando alla prima edizione dell'Athletes Unlimited, mentre in seguito è a Porto Rico, dove viene ingaggiata dalle Valencianas de Juncos per la Liga de Voleibol Superior Femenino 2021, senza tuttavia completare l'annata. Torna quindi in campo per la seconda edizione dell'Athletes Unlimited, partecipando poi anche all'Exhibition Tour e all'edizione 2023 e 2024.

## Palmarès

### Club
- Campionato svedese: 1

2015-16